# Angelo Accattino
Angelo Accattino (ur. 31 lipca 1966 w Asti) – włoski duchowny katolicki, arcybiskup, w latach 2017-2023 nuncjusz apostolski w Boliwii, od 2023 nuncjusz apostolski w Tanzanii.

## Życiorys
25 czerwca 1994 otrzymał święcenia kapłańskie i został inkardynowany do diecezji Casale Monferrato. W 1996 rozpoczął przygotowanie do służby dyplomatycznej na Papieskiej Akademii Kościelnej. W 1999 rozpoczął pracę w nuncjaturze apostolskiej na Antylach. Następnie był sekretarzem nuncjatur w Kolumbii (2001-2003) i Peru (2003-2007). W latach 2007-2011 pracował w watykańskim Sekretariacie Stanu. W 2011 został radcą nuncjatury w Stanach Zjednoczonych. W latach 2015-2017 pełnił obowiązki radcy nuncjatury w Ankarze.

### Episkopat
12 września 2017 papież Franciszek mianował go nuncjuszem apostolskim w Boliwii oraz arcybiskupem tytularnym Sebana. Sakry biskupiej udzielił mu 25 listopada 2017 kardynał Pietro Parolin.
2 stycznia 2023 ten sam papież przeniósł go na urząd nuncjusza apostolskiego w Tanzanii.